# 長崎市立勝山小学校
長崎市立勝山小学校（ながさきしりつ かつやましょうがっこう, Nagasaki City Katsuyama Elementary School）は、かつて長崎県長崎市勝山町にあった公立小学校。長崎県内で最初に開校した公立小学校である。
1997年（平成9年）に、統廃合で閉校。閉校後は長崎市立桜町小学校の校舎へと引き継がれた。

## 沿革
- 1873年（明治6年）
  - 3月11日 - 前年1872年（明治5年）の学制公布により、「第一番小学・向明学校」が勝山町に創立。
  - 8月～10月の間 - 第一番小学・向明学校が開校。「女児小学・英華学校」を併設。（生徒数174名、教員8名）
  - 12月 - 向明学校内に教員伝習所が置かれる。
- 1874年（明治7年）
  - 1月 - 向明学校が「勝山小学校」に改称。
  - 2月15日 - 勝山小学校内に小学教則講習所（長崎師範学校、長崎大学教育学部の前身）が置かれる。
  - 12月20日 - 勝山小学校から生徒79名を移し、興善小学校（新興善小学校の前身）が設置される。
- 1875年（明治8年）2月 - 小学教則講習所が興善小学校へ移転し、養成所と改称。
- 1877年（明治10年）
  - 2月 - 養成所が小学教師養成所、長崎公立師範学校に改称の後、勝山小学校に再移転。
  - 11月 - 長崎公立師範学校が新町に移転。
- 1882年（明治15年）12月11日 - 教育令の公布により、「上等勝山小学校」、長崎女児小学校を「上等女児小学校」と改称。
  - 小学校の修学年限を初等科3年・中学科3年・高等科2年の8年とした。
- 1886年（明治19年）6月15日 - 小学校令公布。
  - 上等勝山小学校を「第一高等小学校」と「尋常勝山小学校」に分離。（小学校を尋常科4年・高等科4年に分けた。）
  - 上等女児小学校を「第一女児小学校」と「尋常女児小学校」に分離。
- 1887年（明治20年）10月21日 - 尋常女児小学校に幼稚科を付設。（長崎市立長崎幼稚園の前身）
- 1893年（明治26年）4月1日 - 小学校令改正。
  - 第一高等小学校を「長崎高等小学校」、尋常勝山小学校を「長崎尋常小学校」と改称。
  - 第一女児小学校を「長崎高等女児小学校」に改称し、興善町に設置。尋常女児小学校を「長崎尋常女児小学校」に改称し、磨屋町に移転。
- 1895年（明治28年）10月 - 高等小学校内に相撲場を設置。
- 1897年（明治30年）6月 - 高等小学校内に器械体操の設備がなされる。
- 1899年（明治32年）7月 - 尋常小学校でトラホーム検診を実施。
- 1901年（明治34年）3月 - 長崎高等小学校を「勝山高等小学校」に、長崎尋常小学校を「勝山尋常小学校」に改称。
  - この時、長崎高等女児小学校を興善女児高等小学校と改称。
- 1902年（明治35年）10月 - 興善女児高等小学校が西山に移転し、西山女児高等小学校[2]と改称。
- 1922年（大正11年）3月 - 長崎市小学校創立50周年記念式典を挙行。勝山高等小学校等を会場に記念事業が行われる。
- 1923年（大正12年）4月 - 長崎市、尋常小学校の授業料を全廃。
- 1924年（大正13年）7月21日 - 勝山高等小学校と勝山尋常小学校を統合し、尋常小学校所在地に「勝山尋常高等小学校」を設置。
- 1941年（昭和16年）4月1日 - 国民学校令により、「勝山国民学校」と改称。
- 1945年（昭和20年）
  - 8月9日 - 長崎市へ原爆が投下される。
  - 8月11日 - 救護所[3]が設けられ、多数の負傷者が殺到し、混乱を極める。最終的には新興善国民学校（新興善小学校）に救護所が統合される。
- 1947年（昭和22年）4月1日 - 学制改革（六・三制の実施）
  - 旧・国民学校の初等科を改組し、「長崎市立勝山小学校」（最終名）とする。
  - 旧・国民学校の高等科を改組。長崎市立勝山中学校とし、校舎完成までの間、小学校に併設。
- 1949年（昭和24年）7月1日 - 中学校の校舎が本大工町[4]に完成し、移転の上、長崎市立長崎中学校と改称。併設を解消。
- 1961年（昭和36年）11月19日 - 長崎市教育委員会が第1回小学校楽器祭を実施。7校計400名の児童が参加する。
- 1973年（昭和48年）11月2日 - 創立100周年記念式典を挙行。
- 1975年（昭和50年）10月6日 - 肢体不自由学級「太陽学級」の開級式を挙行。普通校に開設されたのは長崎県内で初。
- 1976年（昭和51年）4月10日 - 情緒障害児学級を開設。長崎市立山里小学校のやまばと学級に次いで2番目の設置。
- 1997年（平成9年）3月31日 - 長崎市立新興善小学校、長崎市立磨屋小学校との統廃合により閉校。124年の歴史に幕を下ろす。

## 関連事項
- 長崎県小学校の廃校一覧
- 長崎師範学校